# Pygopleurus samai
Pygopleurus samai es una especie de coleóptero de la familia Glaphyridae.

## Distribución geográfica
Habita en el Líbano.